# Armin Brunner (Unihockeytrainer)
Armin Brunner (* 10. Juli 1983) in Waldstatt geboren, ist ein Schweizer Unihockeytrainer und ehemaliger -spieler.

## Spielerkarriere

### Verein
Brunner spielte in seiner Karriere als Spieler für seinen Heimatverein UHC Waldkirch-St. Gallen, ehe er 2004 zum UHC Alligator Malans wechselte. 2012 wagte er den Sprung nach Schweden zu Järfälla IBK. Nach einem Jahr in Schweden wechselte er für seine letzte Saison zu Floorball Thurgau in die Nationalliga B.

### Nationalmannschaft
Brunner spielte zwischen 2003 und 2012 für die Schweizer Nationalmannschaft. Für die Schweizer Nationalmannschaft absolvierte er in dieser Zeit 78 Partien und erzielte dabei 19 Tore und 20 Assists.

## Trainerkarriere
Brunner übernahm 2014 die Schweizer U17-Ost-Nationalmannschaft als Cheftrainer.
im Dezember 2015 verkündete swiss unihockey, dass Brunner neuer Assistenztrainer von Simon Meier werden wird. Er übernahm die Position von Michael Zoss, welcher die Position des Geschäftsführers von swiss unihockey übernehmen wird.
2019 verließ Brunner die U19-Unihockeynationalmannschaft und wurde Assistenztrainer unter dem damaligen UHC Waldkirch-St. Gallen Trainer Fabian Arvidsson.
Nachdem Arvidsson den UHC Waldkirch-St. Gallen nach der Saison 2019/20 in Richtung Schweden verliess, wurde der ehemalige Nationalspieler Brunner vom Sportchef Roman Brülisauer als Cheftrainer vorgestellt. In seiner ersten Saison als Cheftrainer schaffte Armin Brunner mit Waldkirch-St. Gallen die Qualifikation für die Play-offs, in denen sie im Viertelfinal ausgeschieden sind. In der Saison 2021/22 gelang die erneute Play-off-Qualifikation, doch auch dieses Mal war das Viertelfinal Endstation.